# Гостевой брак
Гостевой брак — регулярные брачные отношения между не проживающими вместе партнёрами. В зависимости от обстоятельств такие отношения могут как предполагать рождение ребёнка, так могут и не предполагать, если партнёры стремятся не связывать себя обязательствами по рождению и воспитанию потомства.

## В первобытном обществе
На самой ранней стадии развития первобытного общества мужчины отдавали женщинам своего рода часть охотничьей добычи и получали от них продукты собирательства. Однако мужчины и женщины жили раздельно, раздельно готовили и потребляли пищу. Поскольку естественным кормильцем человека всегда была его мать, то предполагается, что в первобытном обществе первые экономические ячейки складывались вокруг женщин.
Самые тесные отношения существовали между людьми, выросшими в такой группе, то есть братьями и сестрами, а также между ними и матерью. Мужчины от рождения до смерти оставались членами такой группы (которую Ю. И. Семёнов называет родьёй) и отдавали ей весь или почти весь свой труд. Сексуальные же связи между женщинами и мужчинами сводились лишь к тому, что мужчина ночевал в жилище женщины, принадлежавшей к другой родье. Но к воспитанию и содержанию родившихся от такой связи детей мужчина не имел отношения, их воспитывали мать, дяди, тёти, старшие братья и сестры.
Такой брак был у большинства обществ вытеснен парной семьёй, хотя у некоторых этнических групп она сохранилась в том или ином виде вплоть до нашего времени. Это ирокезы того времени, когда они только вступили в контакт с европейцами, микронезийцы островов Трук, яо Центральной Африки, ашанти Западной Африки, минангкабау Суматры, мосо Южного Китая и часть кхаси Индии.
Родья (форма гостевого брака) под названием таравад в наиболее законченном виде наблюдалась у касты наиров в Малабаре в XVIII и первой половине XIX веков. У них каждая взрослая женщина имела нескольких мужей, которые всегда принадлежали к иному тараваду, а каждый взрослый мужчина имел несколько жён из числа членов других таравадов. Мужчина при заключении брака дарил жене кусок ткани, а потом должен был делать жене небольшие подарки во время каждого из трёх великих праздников. Прекращение дарения означало расторжение брака. Муж ночевал у жены время от времени, при этом он оставлял оружие у дверей её комнаты, что служило предупреждением для тех её мужей, которые пришли бы позже. Этим связи мужа и жены исчерпывались. Мужчина кормил и воспитывал только детей сестёр и детей дочерей сестёр.

## В современном обществе
В современном обществе под гостевым браком понимают брачные отношения, которые могут быть оформлены в соответствующих органах государственной власти, при которых, однако, супруги живут отдельно и не ведут общего хозяйства. Базисом подобных отношений являются взаимная верность и взаимопомощь. Подобный формат всё чаще встречается в современном обществе.
Причин, по которым люди не считают нужным жить вместе, много: невозможность или нежелательность совместного быта, нежелание менять привычное место жительства или образ жизни, особенности работы, выгода и т. д.